# Années 110 av. J.-C.
Les années 110 av. J.-C. couvrent les années de 119 av. J.-C. à 110 av. J.-C.

## Événements
- 120-50 av. J.-C. : époque de la Tène finale[1].
- Vers 120/115 av. J.-C. : le roi  Parthe  Mithridate II libère l’Iran oriental de l’invasion scythe. Les Sakas sont refoulés dans le Sind, en Inde, et ils doivent abandonner la Sacastène, dont le gouvernement est confié aux Suréna[2].
- Vers 120/110 av. J.-C. : début du règne d'Arétas II, roi de Nabatène (fin en 96 av. J.-C.)[3].
- Vers 120 av. J.-C. : les Cimbres, peuple germanique installé dans le Jutland depuis le IIIe siècle, chassés par la montée des eaux de la  Baltique, émigrent vers le sud et se joignent aux Teutons pour envahir la Gaule (113 av. J.-C.)[4]. Les Chérusques (Germains) s’établissent entre l’Elbe et la Weser.
- 119 av. J.-C. : Les Xiongnu, ennemis de longue date de la Chine, qui ont formé le premier empire turc de Mongolie un siècle auparavant, sont rejetés au-delà du désert de Gobi par Wei Qing et Huo Qubing, un héros de vingt ans, à la tête de 50 000 cavaliers.
- 118 av. J.-C. : fondation de Narbonne, future capitale de la Province romaine de Gaule narbonnaise[5]. Construction de la via Domitia, qui relie l’Espagne et l’Italie[6].
- 118 et 116 av. J.-C. : voyage d’Eudoxe de Cyzique à partir d’un port égyptien de la Mer Rouge jusqu’en Inde, en utilisant la mousson[7]. Il aurait tenté la circumnavigation de l'Afrique.
- Entre 115 et 109 av. J.-C. : au Yémen, conquête du royaume de Saba par le roi d'Himyar[8]. Les Himyarites reconstruisent le barrage de Marib ; sa hauteur est doublée et atteint 14 m. Des infrastructures d’irrigation sont installées : cinq déversoirs débouchent par un canal d’alimentation pavé de 980 m de long dans un réservoir d’où partent 14 canaux d’irrigation[9].

- 113–101 av. J.-C. : guerre des Cimbres contre Rome[10]. Les Cimbres, les Teutons et les Ambrons, tribus celtes et germaniques, s’agitent et forment une menace toujours plus grande pour Rome.
- 112–105 av. J.-C. : guerre de Jugurtha[11].
- 111 av. J.-C. : la Chine fait la conquête du royaume de Nanyue (Fujian, Guangdong et Nord Viêt Nam)[12]. Fin de la dynastie des Yue du Sud.

- L’existence de la route de la soie est mentionnée par les chroniques chinoises sous le règne de Han Wuti[13].
- Extension de la culture de la vigne en Gaule méridionale[4].
- Première utilisation du ciment dans le temple de la Concorde, à Rome[4].

## Personnalités significatives
- Antialkides
- Cléopâtre III
- Cléopâtre IV
- Cléopâtre V Séléné
- Jugurtha
- Marcus Aemilius Scaurus
- Marius (consul romain)
- Mithridate VI
- Ptolémée Apion
- Ptolémée IX
- Ptolémée X